# Camelot (singolo)
Camelot è un singolo del rapper statunitense NLE Choppa, pubblicato il 13 settembre 2019.

## Video musicale
Il video musicale è stato pubblicato il giorno precedente all'uscita ufficiale del singolo, il 12 settembre. Diretto da Cole Bennett, presenta Choppa che si incontra in strada con la sua gang poco prima di una "regolazione di conti" con un gruppo avversario. Ricercato dalla polizia, riesce a scappare travestendosi.

## Tracce
Testi di Bryson Potts, musiche di FreshDuzIt.
1. Camelot – 2:28

## Remix
Il 6 dicembre 2019 è stato realizzato un remix del singolo con la collaborazione di BlocBoy JB, Yo Gotti e Moneybagg Yo.

## Classifiche
| Classifica (2019) | Posizione massima |
| ----------------- | ----------------- |
| Canada            | 35                |
| Lituania          | 77                |
| Stati Uniti       | 15                |